# Deaflympiáda
Deaflympiáda (dříve užívané názvy Tiché hry, Světové hry neslyšících a Mezinárodní hry neslyšících) je sportovní událost zaštiťovaná Mezinárodním olympijským výborem (International Olympic Commitee, zkratka IOC), které se účastní neslyšící sportovci na vrcholové úrovni. Nejvýraznějším rozdílem mezi Deaflympiádou a dalšími sportovními událostmi (olympiádou, paralympiádou a speciální olympiádou) zaštiťovanými MOV, je nahrazení zvukové signalizace na závodiších (např. výstřel ze startovací pistole, pokyn z megafonu nebo píšťalky rozhodčích) vizuální signalizací. Hry organizuje od roku 1924 Mezinárodní výbor sportu neslyšících (Comité International des Sports des Sourd), zkratka CISS).

## Historie
Deaflympiáda se koná každé čtyři roky. Po Olympijských hrách samotných je Deaflympiáda druhou sportovní událostí s nejdéle trvající historií. První hry, které se konaly v Paříži v roce 1924, byly také vůbec první mezinárodní sportovní akcí sportovců se zdravotním postižením. Pravidelný čtyřletý cyklus pořádání her byl narušen druhou světovou válkou, kdy se konala zimní Deaflympiáda až v roce 1949. Deaflympiáda neboli v Tiché hry, označení z roku 1924, na které se do Paříže v roce 1924 sjelo pouhých 148 sportovců z devíti evropských států, se nyní rozrostla do celosvětově významné akce.
Oficiální názvy her se v průběhu let měnily. Původní název v letech 1924–1965 byl „mezinárodní hry neslyšících“. Občas se vyskytovalo také označení „mezinárodní tiché hry“ podle anglického označení The Silent Games. Od roku 1966 do roku 1999 se jim říkalo „Světové hry neslyšících“ a nebo se příležitostně hovořilo o „Světových tichých hrách“. Od roku 2001 se užívá současné označení Deaflympiáda, v anglickém jazyce Deaflympics (často mylně je uváděn termín Deaf Olympics).
Sportovci, kteří se chtějí kvalifikovat na Deaflympiádu, musí mít na svém „lepším uchu“ (ucho s nižší sluchovou ztrátou v dB) sluchovou ztrátu minimálně 55 dB. Aby byly podmínky pro všechny sportovce s různou kompenzací sluchu stejné, nesmí sportovci během sportovního výkonu používat sluchadla, kochleární implantáty a další sluchové kompenzační pomůcky. Dalším příkladem, v čem se sportovní hry neslyšících liší od sportovních akcí slyšících sportovců, je způsob organizace a technické zajištění her. Protože se nemohou neslyšící závodníci orientovat podle zvukových signalizací, využívá se na startovištích několika alternativních možností. Například fotbaloví rozhodčí používají vlajkové signalizace namísto píšťalek nebo jsou na tratích instalovány světelné signalizace nahrazující výstřel ze startovací pistole. Je také obvyklé, že diváci nepodporují sportovce pokřiky nebo potleskem, ale vytváří vlny zvedáním a skláněním paží.

## Hostující národy a pořadatelská města
Do roku 2019 byly letní deaflympijské hry pořádány ve 21 městech v 17 zemích, z toho pouze pětkrát proběhly mimo Evropu (Washington, DC 1965, Los Angeles 1985, Christchurch 1989, Melbourne 2005 a Tchaj-pej 2009). Poslední letní hry se konaly v Caxias do Sul v Brazílii v roce 2022. Zimní deaflympijské hry pořádalo 16 měst v 11 zemích. Poslední zimní hry se konaly v Sondrio Province v Itálii v roce 2019.
Zimní hry v roce 2011 pořádané na Slovensku ve Vysokých Tatrách byly zrušeny z důvodu nedostatečné připravenosti organizačního výboru pořádat hry. Mezinárodní výbor neslyšících sportovců podal trestní oznámení na Slovenský organizační výbor deaflympijských her a na jeho prezidenta Jaromíra Rudu. Trestní stížnost požaduje vrácení finančních prostředků, které byly převedeny na účet Slovenského organizačního výboru deaflympijských her z národních sportovních federací neslyšících, na pokrytí ubytování a dalších výdajů souvisejících s deaflympijskými hrami. Podle slovenského deníku SME, „Jaromír Ruda, šéf organizačního výboru Slovenského, [je] mistr slibů a obviněný z podvodů souvisejících s deaflympijskými hrami ve výši 1,6 milionů euro.“ V dopise prezidentovi Mezinárodního výboru pro sport pro neslyšících ICSD Craig Crowley a deaflympionikům ze Spojených států amerických vyjádřil Ruda „své hluboké omluvy za zrušení 17. zimních deaflympijských her“. V současné době byl slovenský neslyšící výbor a Slovenská asociace odborových svazů neslyšících pozastavena. V roce 2013 zvláštní trestní soud v Banské Bystrici odsoudil Rudu s trestem odnětí svobody ve výši 14 a půl roku za podvod se 1,6 miliony eur, které měly být použity na zimní deaflympijské hry.

## Seznam hostitelů letních deaflympijských her
| Hry | Rok  | Stát                                | Zahájení             | Termín                 | Počet národů | Počet soutěžících | Počet soutěžících | Počet soutěžících | Počet sportů | Počet soutěží | Nejúspěšnější stát |
| Hry | Rok  | Stát                                | Zahájení             | Termín                 | Počet národů | Celkově           | Muži              | Ženy              | Počet sportů | Počet soutěží | Nejúspěšnější stát |
| --- | ---- | ----------------------------------- | -------------------- | ---------------------- | ------------ | ----------------- | ----------------- | ----------------- | ------------ | ------------- | ------------------ |
| 1   | 1924 | Paříž, Francie                      | Gaston Doumergue     | 10.–17. srpna          | 9            | 148               | 147               | 1                 | 6            | 31            | Francie            |
| 2   | 1928 | Amsterdam, Nizozemsko               | Vilemína Nizozemská  | 18.–26. srpna          | 10           | 212               | 198               | 14                | 5            | 38            | Spojené království |
| 3   | 1931 | Norimberk, Německo                  |                      | 19.–23. srpna          | 14           | 316               | 288               | 28                | 6            | 43            | Německo            |
| 4   | 1935 | Londýn, Velká Británie              |                      | 17.–24. srpna          | 12           | 221               | 178               | 43                | 5            | 41            | Spojené království |
| 5   | 1939 | Stockholm, Švédsko                  |                      | 24.–27. srpna          | 13           | 250               | 208               | 42                | 6            | 43            | Spojené království |
| 6   | 1949 | Kodaň, Dánsko                       |                      | 12.–16. srpna          | 14           | 391               | 342               | 49                | 7            | 51            | Spojené království |
| 7   | 1953 | Brusel, Belgie                      |                      | 15.–19. srpna          | 16           | 473               | 432               | 41                | 7            | 57            | Německo            |
| 8   | 1957 | Milán, Itálie                       |                      | 25.–30. srpna          | 25           | 635               | 565               | 70                | 9            | 69            | Sovětský svaz      |
| 9   | 1961 | Helsinki, Finsko                    |                      | 6.–10. srpna           | 24           | 613               | 503               | 110               | 10           | 94            | Sovětský svaz      |
| 10  | 1965 | Washington, Spojené státy americké  | Lyndon B. Johnson    | 27. června–3. července | 27           | 687               | 575               | 112               | 9            | 85            | Sovětský svaz      |
| 11  | 1969 | Bělehrad, Jugosláve                 |                      | 9.–16. srpna           | 33           | 1,189             | 964               | 225               | 12           | 105           | Sovětský svaz      |
| 12  | 1973 | Malmö, Švédsko                      |                      | 21.–28. srpna          | 31           | 1,116             | 893               | 223               | 11           | 97            | USA                |
| 13  | 1977 | Bukurešť, Rumunsko                  | Nicolae Ceaușescu    | 17.–27. července       | 32           | 1,150             | 913               | 237               | 11           | 106           | USA                |
| 14  | 1981 | Kolín, Západní Německo              |                      | 23. července–1. srpna  | 32           | 1,198             | 893               | 305               | 11           | 110           | USA                |
| 15  | 1985 | Los Angeles, Spojené státy americké | Ronald Reagan        | 10.–20. srpna          | 29           | 995               | 745               | 250               | 11           | 96            | USA                |
| 16  | 1989 | Christchurch, Nový Zéland           | David Cargill        | 7.–17. ledna           | 30           | 955               | 726               | 229               | 12           | 120           | USA                |
| 17  | 1993 | Sofie, Bulharsko                    | Želju Želev          | 24. července–2. srpna  | 52           | 1,679             | 1,295             | 384               | 12           | 126           | USA                |
| 18  | 1997 | Kodaň, Dánsko                       | John M. Lovett       | 13.–26. července       | 65           | 2,028             | 1,496             | 534               | 14           | 140           | USA                |
| 19  | 2001 | Řím, Itálie                         | Carlo Azeglio Ciampi | 22. července–1. srpna  | 67           | 2,208             | 1,562             | 646               | 14           | 143           | USA                |
| 20  | 2005 | Melbourne, Austrálie                | Marigold Southey     | 5.–16. ledna           | 63           | 2,038             | 1,402             | 636               | 14           | 147           | Ukrajina           |
| 21  | 2009 | Tchaj-pej, Tchaj-wan                | Ma Jing-jeou         | 5.–15. září            | 80           | 2,670             | 1,714             | 779               | 17           | 177           | Rusko              |
| 22  | 2013 | Sofie, Bulharsko                    | Rosen Plevneliev     | 26. července–4. srpna  | 83           | 2,711             | 1,792             | 919               | 16           | 203           | Rusko              |
| 23  | 2017 | Samsun, Turecko                     | Recep Tayyip Erdoğan | 18.–30. července       | 97           | 2,856             | 1,897             | 959               | 18           | 219           | Rusko              |
| 24  | 2021 | Caxias do Sul, Brazílie             |                      | 1. -15. května 2022    |              |                   |                   |                   |              |               |                    |

## Seznam hostitelů zimních deaflympijských her
| Hry | Rok  | Stát                                   | Zahájení | Termín              | Počet národů | Počet soutěžících | Počet soutěžících | Počet soutěžících | Počet sportů | Počet soutěží | Nejúspěšnější stát |
| Hry | Rok  | Stát                                   | Zahájení | Termín              | Počet národů | Celkově           | Muži              | Ženy              | Počet sportů | Počet soutěží | Nejúspěšnější stát |
| --- | ---- | -------------------------------------- | -------- | ------------------- | ------------ | ----------------- | ----------------- | ----------------- | ------------ | ------------- | ------------------ |
| 1   | 1949 | Seefeld, Rakousko                      |          | 26.–30. ledna       | 5            | 33                | 33                | 0                 | 2            | 5             | Švýcarsko          |
| 2   | 1953 | Oslo, Norsko                           |          | 20.–24. února       | 6            | 44                | 42                | 2                 | 4            | 9             | Norsko             |
| 3   | 1955 | Oberammergau, Západní Německo          |          | 10.–13. února       | 8            | 59                | 54                | 5                 | 4            | 11            | Norsko             |
| 4   | 1959 | Monatana-Vermala, Švýcarsko            |          | 27.–31. ledna       | 9            | 53                | 49                | 4                 |              | 14            | Norsko             |
| 5   | 1963 | Are, Švédsko                           |          | 12.–16. března      | 9            | 60                | 47                | 13                |              | 13            | Rakousko           |
| 6   | 1967 | Bertesgaden, Západní Německo           |          | 20.–25. února       | 12           | 77                | 64                | 13                |              | 11            | Norsko             |
| 7   | 1971 | Adelboden, Švýcarsko                   |          | 25.–30. ledna       | 13           | 92                | 69                | 23                |              | 11            | Švýcarsko          |
| 8   | 1975 | Lake Placid, Spojené státy americké    |          | 2.–8. února         | 13           | 139               | 110               | 29                |              | 12            | Kanada             |
| 9   | 1979 | Méribel, Francie                       |          | 21.–27. ledna       | 14           | 113               | 80                | 33                |              | 12            | Sovětský svaz      |
| 10  | 1983 | Madonna di Campiglio, Itálie           |          | 13.–23. ledna       | 15           | 147               | 106               | 41                |              | 17            | Sovětský svaz      |
| 11  | 1987 | Oslo, Norsko                           |          | 7.–14. února        | 15           | 129               | 93                | 36                |              | 18            | Norsko             |
| 12  | 1991 | Banff, Kanada                          |          | 2.–9. března        | 16           | 181               | 145               | 36                |              | 18            | Sovětský svaz      |
| 13  | 1995 | Ylläs, Finsko                          |          | 14.–19. března      | 18           | 258               | 210               | 48                |              | 15            | Rusko              |
| 14  | 1999 | Davos, Švýcarsko                       |          | 6.–14. března       | 18           | 265               | 209               | 56                |              | 17            | Rusko              |
| 15  | 2003 | Sundsvall, Švédsko                     |          | 26. února–9. března | 21           | 247               | 205               | 42                |              | 23            | Rusko              |
| 16  | 2007 | Salt Lake City, Spojené státy americké |          | 1.–10. února        | 23           | 298               | 230               | 68                |              | 26            | Rusko              |
| 17  | 2011 | Vysoké Tatry, Slovensko                |          | 16.–28. února       | –            | –                 | –                 | –                 | –            | –             | zrušeno            |
| 18  | 2015 | Chanty-Mansijsk, Rusko                 |          | 28. března–5. dubna | 27           | 336               | 244               | 92                |              | 31            | Rusko              |
| 19  | 2019 | Sondrio Province, Itálie               |          | 12.–21. prosince    | 7            | 483               | 360               | 123               | 6            | 38            |                    |